# Karl Herzig
Karl Herzig (28. února 1803 Liberec – 7. ledna 1849 Liberec ) byl český a rakouský podnikatel a politik německé národnosti, v polovině 19. století poslanec Říšského sněmu.

## Biografie
Profesí byl průmyslovým podnikatelem v textilnictví. Patřila mu velká přádelna v Liberci. Spoluzakládal libereckou spořitelnu, špitál a horský spolek. Liberec mu udělil čestné občanství.
Během revolučního roku 1848 se zapojil do politického dění. 1. května založil Verein zur Aufrechterhaltung der deutschen Nationalität in Böhmen (Jednota pro zachování německé národnosti v Čechách). 28. května 1848 jmenoval v Čechách místodržící (guberniální prezident) Leopold Lev Thun-Hohenstein osmičlennou vládní radu, v níž usedl mimo jiné Karl Herzig jako zástupce německého tábora a také předáci českého hnutí jako František Palacký nebo František Ladislav Rieger a zástupci šlechty. Šlo o reakci na eskalaci revolučního napětí ve Vídni a pokus o vytvoření prozatímního exekutivního orgánu v Čechách. Ve volbách roku 1848 byl zvolen na ústavodárný Říšský sněm. Zastupoval volební obvod Liberec-město. Profesně se uvádí jako textilní továrník.
V seznamu poslanců z ledna 1849 se již neuvádí, protože zemřel tragicky v lednu 1849 při požáru, který zasáhl jeho továrnu a obytnou budovu. Zhroutila se na něj klenba objektu.